# Русская певица
«Русская певица» (дат. Den russiske sangerinde) — российско-датский художественный фильм 1993 года, снятый режиссёром Мортеном Арнфредом по одноимённому роману датского писателя Лейфа Давидсена.

## Сюжет
В Москве в квартире сотрудницы датского посольства находят мертвые тела двух женщин — русской проститутки и хозяйки квартиры. Расследованием дела начинает заниматься КГБ, пытаясь его плавно «замять». Однако правду не удаётся скрыть благодаря полковнику милиции, заплатившему за неё  своей жизнью…

## В ролях
- Игорь Волков — Басов
- Елена Бутенко — Лили
- Всеволод Ларионов — полковник Гаврилин
- Игорь Ясулович — Пётр Демичев
- Владимир Грамматиков — Николай Давидович Клейман
- Игорь Стаценко — Дима
- Глеб Плаксин — генерал Панюков
- Владимир Трошин — генерал Власов
- Юрий Шерстнёв — адвокат генерала Панюкова
- Клавдия Козлёнкова — консьержка
- Йеспер Кристенсен — Кастенсен
- Инга Будкевич — соседка

## Награды и номинации

### Номинации
- 1993 — номинация на премию «Золотой медведь» на Берлинском кинофестивале[2]
- 1994 — номинация на премию «Золотая лягушка» на польском фестивале Camerimage
- 1994 — номинация на лучший фильм на итальянском фестивале MystFest[итал.]

### Победы
- 1994 — премия «Роберт» за лучшую мужскую роль второго плана (Йеспер Кристенсен)[3]